# Hubert Benoit (homme politique)
Pour les articles homonymes, voir Hubert Benoit et Benoit.
Hubert Benoit, né le 25 février 1963 à Québec, est un homme politique québécois.

## Biographie

### Jeunesse et formation
Hubert Benoit détient un diplôme en gestion des ressources humaines et du contrôle des coûts d'opération en restauration à l'Institut de tourisme et d'hôtellerie du Québec depuis 1994.
De 1985 à 1990, il est gérant du personnel au restaurant Le Bonaparte, à Québec. Il est ensuite copropriétaire et administrateur au restaurant Chez Biron, de 1990 à 1993, puis directeur des banquets au restaurant Le Bonaparte, de 1993 à 1995. Il est par la suite gérant et maître d'hôtel au restaurant Il Teatro, à Québec, en 1995 et directeur adjoint des banquets protocolaires à l'Université Laval de 1995 à 1997. De 1997 à 2003, il est conseiller en sécurité financière pour Great-West Compagnie d'assurances-vie, puis représentant des conseillers en sécurité financière du Québec de 2000 à 2003.  Il est ensuite coprésident, administrateur et conseiller en sécurité financière au Cabinet de services financiers Lévesque, Benoit et associés puis conseiller en sécurité financière et représentant en épargne collective en 2006 et en 2007.

### Carrière politique
À la suite de l'élection générale québécoise de 2007, il est devenu député de Montmorency à l'Assemblée nationale du Québec sous la bannière de l'Action démocratique du Québec. Il est porte-parole de l'opposition officielle en matière de régimes de retraite du 19 avril 2007 à 2008, porte-parole de l'opposition officielle pour la Capitale-Nationale du 19 avril 2007 à 2008 et membre de la Commission de l'administration publique du 23 mai 2007 à 2008.
Il se représente de nouveau à l'élection de 2008 où il est défait par l'ancien député libéral sortant Raymond Bernier. Depuis ce jour, Benoit est redevenu conseiller en sécurité financière et représentant en épargne collective.
Il dirige maintenant un cabinet de services financiers dont la mission est d'aider les gens à atteindre l'indépendance financière, l'autonomie financière et la sécurité financière.